# Buellia penichra
Buellia penichra är en lavart som först beskrevs av Edward Tuckerman, och fick sitt nu gällande namn av Hasse. Buellia penichra ingår i släktet Buellia och familjen Physciaceae.   Inga underarter finns listade i Catalogue of Life.